# شارع يونغفيرنشتيغ

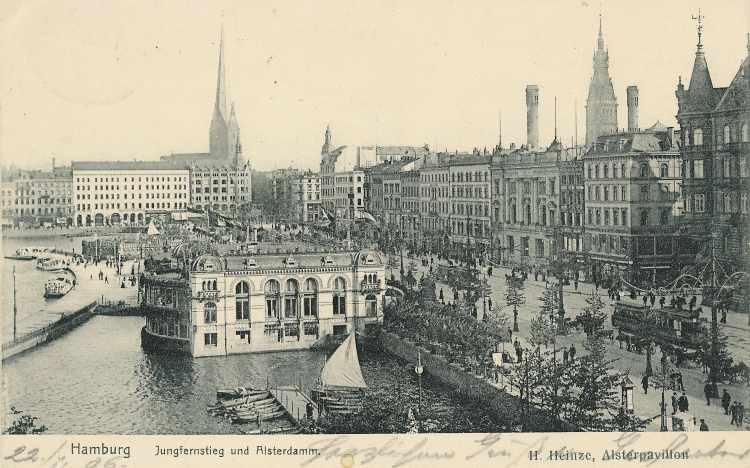
يونغفيرنشتيغ في عام 1906

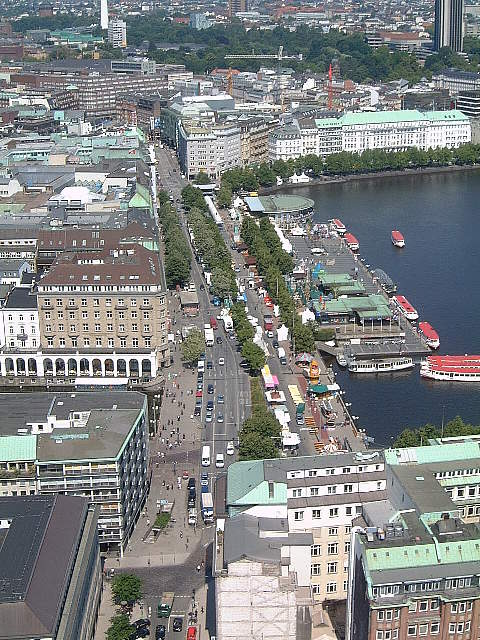
منظر حديث من الجو

شارع يونغفيرنشتيغ (بالألمانية: Jungfernstieg) (لفظ ألماني: يونغ/فيرن/شتيغ شتراسه) هو أحد أكثر شوارع مدينة هامبورغ الألمانية شعبية. يقع مباشرة على بحيرة الألستر الداخلية، يبعد عدة أمتار عن ساحة مبنى بلدية هامبورغ. يمكن للمرء أن يحصل على منظر جميل لبحيرة الألستر منه.
يرجع تاريخ تأسيسه إلى عام 1665، عندما وضع ككورنيش مطل مباشرة على المياه للتنزيه والترفيه عن سكان مدينة هامبورغ. يقع تحت الشارع وبمستوى 22 متر تحت سطح بحيرة الأستر تجمع ضخم لخطوط السكك الحديدية، يربطوا محطة قطارات يونغفيرنشتيغ بمحطة قطارات هامبورغ الرئيسية والمحطات الأخرى. كما يوجد خدمة قوارب سياحية تعبر بحيرة الألستر ذهابا وايابا حتى آخر بحيرة الألستر الخارجية. تقع عدة مجمعات تجارية ودور أزياء على الشارع. تجري حاليا عمليات صيانة للبنية التحتية للشارع.